# Paramaracandus
Paramaracandus is een geslacht van hooiwagens uit de familie Assamiidae.
De wetenschappelijke naam Paramaracandus is voor het eerst geldig gepubliceerd door Suzuki in 1976. 

## Soorten
Paramaracandus omvat de volgende 2 soorten:
- Paramaracandus fuscus
- Paramaracandus sexdentatus